# Ryosuke Yamanaka
Ryosuke Yamanaka (Kashiwa, 20 de abril de 1993), é um futebolista japonês que atua como lateral-esquerdo. Atualmente joga pelo Yokohama F. Marinos.

## Carreira

### Kashiwa Reysol
Iniciou sua carreira futebolista nas categorias de base do Kashiwa Reysol atuando também na equipe juvenil, jogando por 8 anos (2003-2011). Em 2012, foi promovido para a equipe principal e fez sua estreia na J.League em um jogo contra Yokogawa Musashino no dia 1 de dezembro de 2012.

### JEF United Chiba
Em 2014, foi contratado por empréstimo pelo JEF United Chiba. Pelo JEF, atuou em 24 partidas e marcou 3 gols.

### J.League U22 Selection
Em 2015, deixou JEF United Chiba e seguiu para o J.League U22 Selection onde atuou em 4 partidas e não marcou gol. O Clube jogou na J3 League da temporada de 2014 até a temporada de 2015, sendo extinto no mesmo ano.

### Retorno ao Kashiwa Reysol
Em 2015, com a extinção do clube J.League U22 Selection, o atleta retorna para Kashiwa Reysol. Em sua reapresentação, ele comentou:
| “ | Desta vez decidir voltar para o Reysol e estou muito feliz. É uma satisfação poder jogar novamente no Kashiwa Stadium vestindo esse uniforme. Acredito que será um ano importante para mim e para o clube, completou. | ” |

Nas duas passagens pelo Kashiwa Reysol, o atleta atuou em 52 partidas e marcou 1 gol.
No final de 2016, deixa o Kashiwa Reysol para jogar no Yokohama F. Marinos. Em sua despedida, ele comentou:
| “ | Estou saindo do Reysol. Sou nascido e criado aqui. O Reysol é insubstituível para mim, é um clube que vem crescendo desde que joguei na equipe juvenil. É com gratidão e sentimento que deixo o clube e meu muito obrigado, completou. | ” |

### Yokohama F. Marinos
Em 18 de novembro de 2016, é anunciado como mais novo reforço do clube para a temporada 2017.

### Seleção Japonesa
Atuou nas seleções inferiores do Japão, a Sub-20 e Sub-23. Esta última, veio a ser campeão do Campeonato AFC Sub-23 em 2016. Pela seleção principal, foi convocado para a disputa de um amistoso contra a seleção do Quirguistão. O japão venceu pelo placar de 4x0 e Yamanaka fez um gol aos 2 minutos da primeira etapa.

## Títulos
Kashiwa Reysol
- Campeonato Japonês: 2011
- Fuji Xerox Super Cup: 2012
- Copa do Imperador: 2012
- Copa Nabisco: 2013

Seleção Japonesa
- Campeonato AFC Sub-23: 2016